# Escut del Canadà
|  | Per a la regió geogràfica del Canadà, vegeu Escut canadenc. |

L'escut del Canadà (en anglès The Arms of Her Majesty in Right of Canada, en francès Armoiries de Sa Majesté en chef du Canada, 'Armes de Sa Majestat en cap del Canadà') són, des del 1921, les armories oficials del monarca canadenc (actualment Elisabet II del Regne Unit). El seu model es basa en el de l'escut reial britànic, amb elements distintius canadencs; de fet, abans de la data de creació de la Confederació del Canadà, el 1867, s'utilitzaven les armes reials britàniques.

## Història
El nou escut de la Confederació data de 1868 i incorporava les armes de les diverses províncies constituents. Veient que cada vegada se n'hi havien d'afegir més (n'hi va arribar a haver nou de representades), es va decidir de fer-ne un nou disseny que no tingués en compte els senyals provincials: així, el 1921, arran de la proclamació del rei Jordi V, entrava en vigor el nou escut que incloïa les armes d'Anglaterra, Irlanda, Escòcia i França (reflex de les nacions europees d'on provenia la població del nou estat), juntament amb les fulles d'auró, distintives del Canadà des del segle xix.
Les fulles d'auró, un element present també a la bandera estatal, es van blasonar originàriament de sinople, si bé el 1957 es redissenyaren de gules, amb el color que agafen a la tardor; també es va canviar la corona reial, originalment de model Tudor, per una de més semblant a la de Sant Eduard, més del gust de la reina Elisabet II. El 1987 s'hi va afegir per a usos limitats el collar de l'Orde del Canadà, disseny que fou aprovat definitivament el 1994.
El juny del 2008 es va presentar una moció a la Cambra dels Comuns per tal que l'escut canadenc incorporés símbols referents als pobles originaris de les Primeres Nacions, els inuits i els mestissos.

### Evolució de l'escut

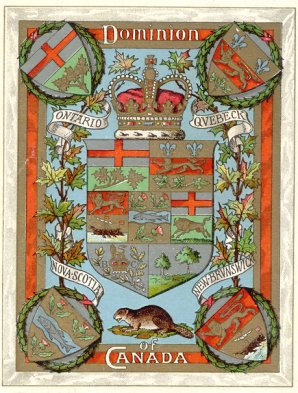
L'escut canadenc segons una postal de 1905, amb la representació de les armes d'Ontario, el Quebec, Nova Brunswick, Nova Escòcia, Manitoba, la Colúmbia Britànica i l'Illa del Príncep Eduard
Versió del 1921, amb les fulles d'auró de sinople i la corona dels Tudor
Versió del 1957, amb les fulles d'auró de gules i la Corona de Sant Eduard
Versió actual de l'escut, de 1994, que figura al Parlament canadenc, amb el collar de l'Orde del Canadà

## Blasonament

Escut d'armes del Canadà

Escut truncat: al primer, quarterat (al primer quarter, de gules, tres lleopards d'or –per Anglaterra; al segon quarter, d'or, un lleó rampant amb un treixor doble contraflorat de gules –per Escòcia; al tercer quarter, d'atzur, una arpa d'or cordada d'argent –per Irlanda; al quart quarter, d'atzur, tres flors de lis d'or –per França); al segon, d'argent, tres fulles d'auró al natural sortint d'una mateixa tija.
Com a cimera, un elm reial al natural somat d'un borlet d'argent i de gules amb llambrequí de fulles d'auró, el qual somat d'un lleopard arrestat d'or coronat amb una corona imperial al natural i sostenint amb l'urpa de la destra una fulla d'auró de gules, sobremuntat d'una corona imperial al natural.
Com a suports, a la destra, un lleó d'or, símbol d'Anglaterra, sostenint una llança d'or fustada d'argent amb la bandera del Regne Unit; a la sinistra, un unicorn d'argent, armat, encrinat i ungulat d'or, encollarat amb un coronell d'or compost de creus patents i flors de lis, del qual penja una cadena que passa entre les potes del davant i surt pel llom, també d'or, símbol d'Escòcia, sostenint una llança d'or fustada d'argent amb una bandera amb les armes de França (d'atzur, tres flors de lis d'or).
A sota l'escut, una garlanda composta de roses (símbol dels Tudor anglesos), cards (per Escòcia), trèvols (per Irlanda) i lliris (per França), damunt la qual una cinta d'atzur enrivetada d'or amb el lema nacional canadenc en llatí, en lletres majúscules d'or: A MARI USQUE AD MARE ('De mar a mar').
Entorn de l'escut, el collar de l'Orde del Canadà, amb la inscripció en llatí DESIDERANTES MELIOREM PATRIAM ('Amb el desig d'una pàtria millor').